# Fflyn Edwards
Fflyn Edwards (* 7. März 2009 in Carmarthenshire) ist ein britischer Schauspieler.

## Leben
Fflyn Edwards wurde 2009 im walisischen Carmarthenshire geboren. Er besucht die Ysgol Maes y Gwendraeth Schule in Cefneithin.
Im Jahr 2020 gab er sein Schauspieldebüt in der Serie The Snow Spider. Im Filmdrama Save the Cinema war Edwards 2022 in der Rolle des jungen Wynne Evans zu sehen. Im gleichen Jahr übernahm er in der Mysteryserie 1899 die Rolle des Elliot. In der 6. Staffel der Netflix-Serie The Crown übernahm Edwards 2023 die Rolle des jungen Prince Harry.

## Filmografie (Auswahl)
- 2020: The Snow Spider (Fernsehserie, 5 Episoden)
- 2021: Her Majesty (Kurzfilm)
- 2022: Save the Cinema
- 2022: 1899 (Fernsehserie, 8 Episoden)
- 2023: Shadow and Bone – Legenden der Grisha (Shadow and Bone, Fernsehserie, 5 Episoden)
- 2023: North Star
- 2023: The Continental: Aus der Welt von John Wick (The Continental: From the World of John Wick, Fernsehserie, 3 Episoden)
- 2023: The Crown (Fernsehserie, 4 Episoden)
- 2024: Doctors (Fernsehserie, 1 Episode)
- 2024: Venom: The Last Dance